# Shut Up (альбом Келли Осборн)
| Оценки критиков  | Оценки критиков      |
| Источник         | Оценка               |
| ---------------- | -------------------- |
| AllMusic         | [ 1 ]                |
| Rolling Stone    | (недоступная ссылка) |
| Robert Christgau | [ 3 ]                |

Shut Up — дебютный студийный альбом британской певицы Келли Осборн. После его провала и, как следствие, ухода артистки из Epic Records, альбом был переиздан в 2003 году под названием Changes (в честь песни Black Sabbath «Changes», которую Келли перепела вместе со своим отцом — Оззи). Альбом также содержит кавер-версию песни Мадонны — «Papa Don't Preach».
Shut Up получил смешанные отзывы критиков. В частности, журнал People в своей рецензии отметил следующее: «чтобы создавать настоящий панк-рок, требуется гораздо больше, чем просто родиться в подходящей семье и сделать подходящую причёску». Согласно Nielsen SoundScan, 11 сентября 2003 года альбом в США разошёлся тиражом в 155 000 копий.

## Список композиций
Авторы всех песен — Келли Осборн и PowerPack, за исключением отмеченных.
1. «Disconnected» — 3:52
2. «Come Dig Me Out[англ.]» (Тедди Кемпбелл, Мишель Льюис) — 3:31
3. «Contradiction» — 3:14
4. «Coolhead» — 2:57
5. «Right Here» — 3:30
6. «Shut Up[англ.]» — 2:47
7. «On the Run» — 2:41
8. «On Your Own» — 3:02
9. «Too Much of You» — 3:07 (Осборн, Кара Диогуарди, Джонни Мост)
10. «Everything’s Alright» — 2:40
11. «More Than Life Itself» — 4:25
12. «Papa Don't Preach» — 3:28 (Брайан Эллиотт, дополнительный текст — Мадонна)

Changes bonus tracks
1. «Dig Me Out» (Концертная) — 3:54
2. «Disconnected» (Концертная) — 4:07
3. «Too Much of You» (Концертная) — 3:34
4. «On the Run» (Концертная) — 4:12
5. «Changes» (в дуэте с Оззи Осборном) — 4:07 (Оззи Осборн, Тони Айомми, Гизер Батлер, Билл Уорд)

## Производственный персонал
- Продюсеры: Томас Р. Йеззи, Марк Расселл и Рик Уэйк
- Звукоинженеры: Джей. Ди. Эндрю, Энди Магданелло, Джим Аннунзиато, Хуан Франциско, Эрик Саникола и Дэйв Шоуэр
- Записано и смикшировано: Тоас Р. Йеззи
- Мастеринг: Владимир Меллер

## Участники записи
- Вокал: Келли Осборн (также вокальные аранжировки)
- Ударные: Крис Горски
- Бас-гитара: Майк «Бинс» Бенигно
- Гитара: Марк Расселл
- Фотограф: Марк Вейс

## Позиция в чартах

### Альбом
| Чарт (2002)                    | Позиция |
| ------------------------------ | ------- |
| Australian Albums Chart        | 100     |
| Finnish Albums Chart           | 16      |
| UK Albums Chart                | 31      |
| U.S. Billboard 200             | 101     |
| U.S. Billboard Top Heatseekers | 1       |

### Синглы
| Год  | Сингл               | Чарт                     | Позиция |
| ---- | ------------------- | ------------------------ | ------- |
| 2002 | «Papa Don’t Preach» | Australian Singles Chart | 3       |
| 2002 | «Papa Don’t Preach» | Finnish Singles Chart    | 5       |
| 2002 | «Papa Don’t Preach» | UK Singles Chart         | 3       |
| 2003 | «Shut Up»           | Australian Singles Chart | 34      |
| 2003 | «Shut Up»           | Irish Singles Chart      | 18      |
| 2003 | «Shut Up»           | Norwegian Singles Chart  | 15      |
| 2003 | «Shut Up»           | UK Singles Chart         | 12      |

| Год  | Сингл                               | Чарт                           | Позиция |
| ---- | ----------------------------------- | ------------------------------ | ------- |
| 2003 | «Changes» (Felix Da Housecat Remix) | U.S. Hot Dance Music/Club Play | 43      |
| 2003 | «Changes»                           | Irish Singles Chart            | 7       |
| 2003 | «Changes»                           | UK Singles Chart               | 1       |